# Liste des espèces de myrte

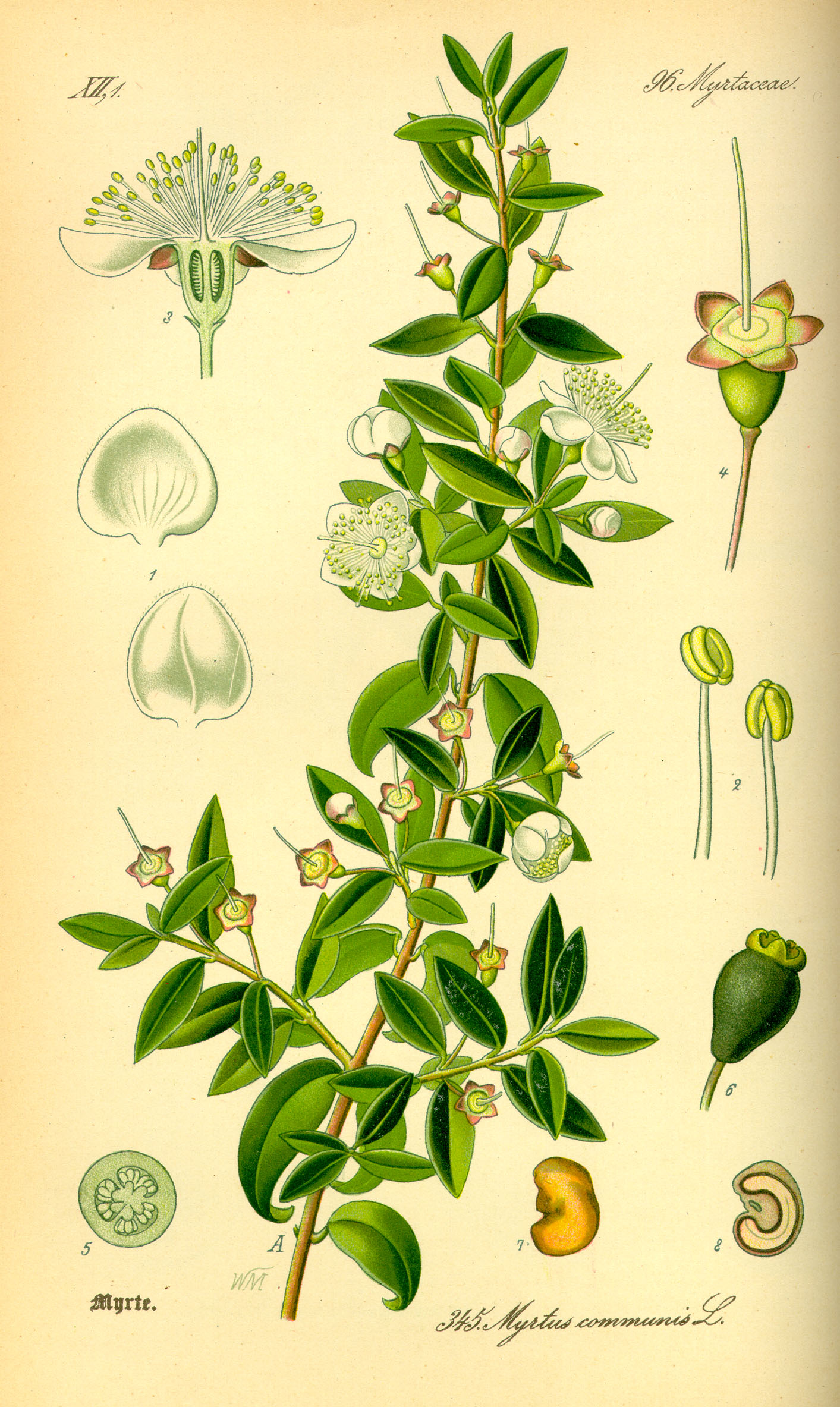
Myrtus communis

Le genre Myrtus ne contient aujourd'hui seulement deux espèces : Myrtus communis et Myrtus nivellei.
Cependant, de nombreuses autres espèces originaires d'Amérique du Sud et d'Océanie, un temps classées comme  appartenant au genre Myrtus, ont été transférées dans les genres Archirhodomyrtus, Eugenia, Lophomyrtus, Luma, Psidium, Rhodomyrtus, Syzygium, Ugni, Ixora, Gossia,  Neomyrtus, Blepharocalyx, Myrcia, Calyptranthes, Myrteola, Pimenta, Mosiera, Planchonia, Melaleuca, Calycolpus, Metrosideros, Uromyrtus, Xanthomyrtus et Myrceugenia. Ainsi, autour de 600 noms binomiaux ont Myrtus comme nom générique.
Les seules espèces actuellement classées dans le genre Myrtus sont celles indiquées en gras :
- Myrtus axillaris Sw. 1788 (= Eugenia axillaris (Sw.) Willd. )
- Myrtus bahamensis (Kiaersk.) Urb. 1927 (= Psidium longipes var. longipes (Berg) McVaugh)
- Myrtus bellonis (Krug & Urban) Burret 1941 (=  Eugenia bellonis Krug & Urban)
- Myrtus communis L. 1753 (Myrte commun) 
  - Myrtus communis var. acutifolia L. 1753
  - Myrtus communis var. angustifolia L. 1753
  - Myrtus communis var. baetica L. 1753
  - Myrtus communis var. belgica L. 1753
  - Myrtus communis var. mucronata L. 1753
  - Myrtus communis var. romana L. 1753
  - Myrtus communis var. tarentina L. 1753
  - Myrtus communis var. variegata L. 1753
- Myrtus cordata Sw. 1788 (= Eugenia cordata var. cordata (Sw.) DC. )
- Myrtus ehrenbergii 1854 [1856] (= Mosiera ehrenbergii (O.Berg) L.R.Landrum)
- Myrtus glabrata Sw. 1788 (= Eugenia glabrata (Sw.) DC. )
- Myrtus ligustrina Sw. 1788 (= Eugenia ligustrina (Sw.) Willd.)
- Myrtus molinae 1847 (= Ugni molinae Turcz. )
- Myrtus monticola Sw. 1788 (= Eugenia monticola (Sw.) DC. )
- Myrtus nivellei Batt. & Trab.
- Myrtus procera Sw. 1788 (= Eugenia procera (Sw.) Poir. )
- Myrtus splendens Sw. 1788 (= Myrcia splendens (Sw.) DC. )
- Myrtus ugni 1782 (= Ugni molinae Turcz. )
- Myrtus verrucosa Berg 1854 [1856] (= Psidium longipes var. longipes (Berg) McVaugh)
- Myrtus zuzygium L. 1759 (= Calyptranthes zuzygium (L.) Sw. )

Selon Tropicos (6 novembre 2020) (Attention liste brute contenant possiblement des synonymes) :
- Myrtus acerosa O. Berg
- Myrtus acetosans (Poir.) Spreng.
- Myrtus acka Juss. ex DC.
- Myrtus acmenoides F. Muell.
- Myrtus acris Sw.
- Myrtus acuminata Kunth
- Myrtus acuminatissima Blume
- Myrtus acunae Borhidi & O. Muñiz
- Myrtus acuta Mill.
- Myrtus acutata O. Berg
- Myrtus acutifolia (L.) Sennen & Teodoro
- Myrtus aemulans Schltr.
- Myrtus aequalis Vell.
- Myrtus aeruginosa Griseb.
- Myrtus afzelii (Engl.) Kuntze
- Myrtus aggregata Vell.
- Myrtus alata Zipp. ex Span.
- Myrtus alaternoides Brongn. & Gris
- Myrtus alba Noronha
- Myrtus albida (Bonpl.) Kunth
- Myrtus alpigena (DC.) Mart.
- Myrtus alpina Sw.
- Myrtus alternifolia Gleason
- Myrtus amara (O. Berg) Arechav.
- Myrtus ambrosiaca Moritzi ex O. Berg
- Myrtus anceps Spreng.
- Myrtus androsaemoides L.
- Myrtus aneityensis Guillaumin
- Myrtus angolensis (Engl.) Kuntze
- Myrtus anguillensis Urb.
- Myrtus angustifolia L.
- Myrtus angustifolius (O. Berg) Arechav.
- Myrtus angustissima (O. Berg) Arechav.
- Myrtus angustissimus (O. Berg) Arechav.
- Myrtus ankarensis H. Perrier
- Myrtus anomala Burret
- Myrtus apiculata (O. Berg) Kiaersk.
- Myrtus araneosa (Urb.) Bisse
- Myrtus arayan Kunth
- Myrtus arbutifolia (O. Berg) Kuntze
- Myrtus archboldiana Merr. & L.M. Perry
- Myrtus arfakensis Gibbs
- Myrtus artensis Guillaumin & Beauvis.
- Myrtus aubletii (Aubl.) Spreng.
- Myrtus augustinii Sennen & Teodoro
- Myrtus auriculata (Blume) Zipp. ex Blume
- Myrtus australis (J.C. Wendl. ex Link) Spreng.
- Myrtus axillaris Sw.
- Myrtus baetica (L.) Mill.
- Myrtus bahamensis (Kiaersk.) Urb.
- Myrtus baladensis Brongn. & Gris
- Myrtus balsamica (Jacq.) Spreng.
- Myrtus barneoudii O. Berg
- Myrtus baruensis (Jacq.) Spreng.
- Myrtus baui Sennen & Teodoro
- Myrtus baumanii Guillaumin
- Myrtus beaurepairiana Kiaersk.
- Myrtus beckleri F. Muell.
- Myrtus belgica (L.) Mill.
- Myrtus bellonis (Krug & Urb.) Burret
- Myrtus bergiana Nied.
- Myrtus berlandiereana O. Berg
- Myrtus berteroana Spreng.
- Myrtus berteroi Phil.
- Myrtus bicolor Kunth
- Myrtus bidwillii Benth.
- Myrtus biflora L.
- Myrtus billardiana Kunth
- Myrtus blanchetiana O. Berg
- Myrtus borbonica Spreng.
- Myrtus borbonis Sennen
- Myrtus brachyphylla Kunze ex O. Berg
- Myrtus brachystemon DC.
- Myrtus bracteata Willd.
- Myrtus bracteiflora Sessé & Moc.
- Myrtus bracteifolia Sessé & Moc.
- Myrtus bracteolaris Poir.
- Myrtus brasiliana L.
- Myrtus brassii Merr. & L.M. Perry
- Myrtus briquetii (Sennen & Teodoro) Sennen & Teodoro
- Myrtus brunnea (O. Berg) Kiaersk.
- Myrtus buchholzii (Engl.) Kuntze
- Myrtus bukobensis (Engl.) Kuntze
- Myrtus bullata Salisb.
- Myrtus buxifolia (Lam.) Poir.
- Myrtus buxoides (Urb.) Burret
- Myrtus cabanasensis (Britton & P. Wilson) Alain
- Myrtus cainitoides Urb.
- Myrtus caledoniae (Labill.) Spreng.
- Myrtus calophylla Kunth
- Myrtus calycolpoides (Griseb.) Burret
- Myrtus camphorata (O. Berg) Baill.
- Myrtus candollei Barnéoud
- Myrtus canescens Lour.
- Myrtus capensis Burm. f.
- Myrtus capuli Schltdl. & Cham.
- Myrtus carnea G. Mey.
- Myrtus caryophyllata L.
- Myrtus caryophyllus Spreng.
- Myrtus casearioides Kunth
- Myrtus cassinoides Spreng.
- Myrtus cauliflora Mart.
- Myrtus cayennensis Spreng.
- Myrtus cerasiformis Blume
- Myrtus cerasina Vahl
- Myrtus chekenilla Kuntze
- Myrtus chequen (Feuillée ex Molina) Spreng.
- Myrtus chinensis Lour.
- Myrtus christinae (Sennen & Teodoro) Sennen & Teodoro
- Myrtus chrysocarpa Poepp. ex O. Berg
- Myrtus chytraculia L.
- Myrtus citrifolia Aubl.
- Myrtus claraensis (Urb.) Bisse
- Myrtus clusiifolia Kunth
- Myrtus coaetanea (O. Berg) Kuntze
- Myrtus coccolobifolia Kunth
- Myrtus commersonii Spreng.
- Myrtus communis L.
- Myrtus compacta Ridl.
- Myrtus complicata Kunth
- Myrtus compressa Kunth
- Myrtus conceptionis Kuntze
- Myrtus conferta Sessé & Moc.
- Myrtus conspicua Vieill. ex Guillaumin
- Myrtus coquimbensis Barnéoud
- Myrtus cordata Sw.
- Myrtus coriandriformis Zipp. ex Blume
- Myrtus corticosa (Lour.) Spreng.
- Myrtus corynantha Kiaersk.
- Myrtus cotinifolia Poir.
- Myrtus coumete (Aubl.) Ham.
- Myrtus crenulata Sw.
- Myrtus cruckshanksii (Hook. & Arn.) Kuntze
- Myrtus cumini L.
- Myrtus curvipes Gand.
- Myrtus cuspidata O. Berg
- Myrtus cymiflora F. Muell.
- Myrtus cymosa (Lam.) Spreng.
- Myrtus daphnoides (Poir.) Spreng.
- Myrtus darwinii (Hook. f.) Barnéoud
- Myrtus decaspermoides Domin
- Myrtus decussata Vell.
- Myrtus deflexa (Poir.) Kunth
- Myrtus delriscoi Borhidi & O. Muñiz
- Myrtus densiflora Blume
- Myrtus dichotoma Poir.
- Myrtus dioica L.
- Myrtus discolor Kunth
- Myrtus disperma Sessé & Moc.
- Myrtus disticha Sw.
- Myrtus divaricata (Lam.) Ham.
- Myrtus diversifolia (Brongn. & Gris) Guillaumin
- Myrtus dombeyi Spreng.
- Myrtus dulcis C.T. White
- Myrtus dumetorum Poir.
- Myrtus dumosa Spreng.
- Myrtus dusenii (Engl.) Kuntze
- Myrtus dysenterica Mart.
- Myrtus ehrenbergii O. Berg
- Myrtus ekmanii Urb.
- Myrtus elachantha F. Muell.
- Myrtus elegans DC.
- Myrtus elegantula Poepp. ex Berg
- Myrtus elliptica (Lam.) Spreng.
- Myrtus emarginata Kunth
- Myrtus engleriana Schltr.
- Myrtus erythrocarpa Kunth
- Myrtus erythroxyloides Kunth
- Myrtus eugenioides A.J. Scott
- Myrtus eusebii (Sennen & Teodoro) Sennen & Teodoro
- Myrtus exaltata F.M. Bailey
- Myrtus excelsa Cambess.
- Myrtus fascicularis DC.
- Myrtus fasciculata Vell.
- Myrtus fernandeziana Hook. & Arn.
- Myrtus ferruginea (Poir.) Spreng.
- Myrtus fimbriata Kunth
- Myrtus flavicans Urb. & Ekman
- Myrtus flavida Stapf
- Myrtus floribunda (H. West ex Willd.) Spreng.
- Myrtus foetida (Pers.) Spreng.
- Myrtus foliosa Kunth
- Myrtus formosa Barb. Rodr.
- Myrtus formosus Barb. Rodr.
- Myrtus fragrans Sw.
- Myrtus fragrantissima F. Muell. ex Benth.
- Myrtus friedrichsthalii (O. Berg) Donn. Sm.
- Myrtus fulva Spreng.
- Myrtus fulvescens (DC.) Kiaersk.
- Myrtus gayana (Barnéoud) O. Berg
- Myrtus gervasii (Sennen & Teodoro) Sennen & Teodoro
- Myrtus glabra Vell.
- Myrtus glabrata Sw.
- Myrtus glazioviana Kiaersk.
- Myrtus globosa Korth.
- Myrtus glomerata (Lam.) Spreng.
- Myrtus goetheana DC.
- Myrtus gomonenensis Guillaumin
- Myrtus gonoclada F. Muell. ex Benth.
- Myrtus grammica Spreng.
- Myrtus grandifolia O. Berg
- Myrtus gregii Sw.
- Myrtus grumixama Vell.
- Myrtus guajava (L.) Kuntze
- Myrtus guayabillo (A. Rich.) C. Wright
- Myrtus guayabo Larrañaga
- Myrtus guayaquilensis Kunth
- Myrtus gudilla Colla
- Myrtus guianensis (Aubl.) Ham.
- Myrtus guili (Speg.) D. Legrand
- Myrtus guineensis (Sw.) Kuntze
- Myrtus hassleriana Barb. Rohr.
- Myrtus hauthalii Kuntze
- Myrtus heteroclita (Tuss.) Nied.
- Myrtus hillii Benth.
- Myrtus horizontalis Vent.
- Myrtus humifusa (Phil.) Reiche
- Myrtus humilis (O. Berg) Kuntze
- Myrtus hypericifolia Salisb.
- Myrtus incana O. Berg
- Myrtus indica Walp.
- Myrtus inophloia J.F. Bailey & C.T. White
- Myrtus italica Mill.
- Myrtus jaboticaba Vell.
- Myrtus jacquiniana O. Berg
- Myrtus jambos (L.) Kunth
- Myrtus javanica (Lam.) Blume
- Myrtus josephi Sennen & Teodoro
- Myrtus kameruniana (Engl.) Kuntze
- Myrtus klossii Ridl.
- Myrtus koebrensis Gibbs
- Myrtus krausei Phil.
- Myrtus kuma Barnéoud
- Myrtus laevis Thunb.
- Myrtus lancea (Poir.) Spreng.
- Myrtus lanceolata (O. Berg) Arechav.
- Myrtus langsdorffii (O. Berg) Kuntze
- Myrtus langsdorfii (O. Berg) Kuntze
- Myrtus lasioclada F. Muell.
- Myrtus latifolia (Aubl.) Spreng.
- Myrtus laurentii (Engl.) Kuntze
- Myrtus laurina Retz.
- Myrtus lechleriana (Miq.) Sealy
- Myrtus ledophylla Standl.
- Myrtus leiophloea (Urb.) Bisse
- Myrtus leucadendra L.
- Myrtus leucomyrtillus Griseb.
- Myrtus leucomyrtus Griseb. ex Phil.
- Myrtus leucoxyla Ortega
- Myrtus leucoxylon Korth. ex Miq.
- Myrtus ligustrina Sw.
- Myrtus limbata Kunth
- Myrtus limbosa Ruiz ex O. Berg
- Myrtus lindleyana Kunth
- Myrtus linearis J.F. Gmel.
- Myrtus lineata Sw.
- Myrtus linifolia Spreng.
- Myrtus littoralis Roxb. ex Wight & Arn.
- Myrtus longifolia Kunth
- Myrtus longipes (O. Berg) Kiaersk.
- Myrtus lotoides Guillaumin
- Myrtus loureiri Spreng.
- Myrtus lucida L.
- Myrtus luma Molina
- Myrtus lurida Spreng.
- Myrtus luteoviridis Baker f.
- Myrtus macrochlamys (DC.) Mart. ex O. Berg
- Myrtus macrophylla (Gaertn.) Duham
- Myrtus madagascariensis H. Perrier
- Myrtus magnoliifolia Blume
- Myrtus makul (Gaertn.) J.F. Gmel.
- Myrtus malaccensis Spreng.
- Myrtus malpighioides Kunth
- Myrtus mapirensis Rusby
- Myrtus marginata (Pers.) Spreng.
- Myrtus maritima Kunth
- Myrtus marquesii (Engl.) Kuntze
- Myrtus matanzasia Urb.
- Myrtus matudae Lundell
- Myrtus maxima Molina
- Myrtus media Hoffmanns.
- Myrtus megapotamica Spreng.
- Myrtus meli Phil.
- Myrtus mespiloides (Lam.) Spreng.
- Myrtus metrosideros F.M. Bailey
- Myrtus micarensis Urb.
- Myrtus micrantha Kunth
- Myrtus microphylla J. St.-Hil.
- Myrtus mini (Aubl.) Spreng.
- Myrtus minima Mill.
- Myrtus mirifolia Sennen & Teodoro
- Myrtus moana Urb.
- Myrtus molinae Barnéoud
- Myrtus mollis Kunth
- Myrtus monosperma F. Muell.
- Myrtus montana Benth.
- Myrtus montevidensis (O. Berg) Arechav.
- Myrtus monticola Sw.
- Myrtus moraviana (O. Berg) Kuntze
- Myrtus mossambicensis (Engl.) Kuntze
- Myrtus moultonii Merr.
- Myrtus mucronata Cambess.
- Myrtus mulleri Korth.
- Myrtus multiflora (Lam.) Spreng.
- Myrtus muniziana (Borhidi) Borhidi
- Myrtus munizii Borhidi
- Myrtus myrciopsis Kuntze
- Myrtus myricoides Kunth
- Myrtus myrsinoides Kunth
- Myrtus myrtoides (O. Berg) Arechav.
- Myrtus nekouana Guillaumin
- Myrtus neocaledonica (Pancher ex Brongn. & Gris) Nied.
- Myrtus ngoyensis Schltr.
- Myrtus nigripes Guillaumin
- Myrtus nitens Poir.
- Myrtus nitida J.F. Gmel.
- Myrtus nivalis Ridl.
- Myrtus nivea O. Berg
- Myrtus nivelii Batt. & Trab.
- Myrtus nobilis Larrañaga
- Myrtus nodosa (Engl.) Kuntze
- Myrtus novilis Larrañaga
- Myrtus nummularia Poir.
- Myrtus nummularioides (Britton & P. Wilson) Urb.
- Myrtus nyassensis (Engl.) Kuntze
- Myrtus oaxacana Standl.
- Myrtus obcordata (Raoul) Hook. f.
- Myrtus obovata (Poir.) Spreng.
- Myrtus obscura Lindl.
- Myrtus obtusissima Blume
- Myrtus oerstedeana O. Berg
- Myrtus oerstedii (O. Berg) Hemsl.
- Myrtus oleifolia Kunth
- Myrtus oligantha Urb.
- Myrtus oligoneura Korth. ex Blume
- Myrtus oonophylla (Urb.) Burret
- Myrtus opaca C.T. White
- Myrtus ophiticola (Britton & P. Wilson) Alain
- Myrtus orbicularis (O. Berg) Burret
- Myrtus orbiculata (Lam.) Spreng.
- Myrtus oreogena Schltr.
- Myrtus osteomeloides Rusby
- Myrtus ovalifolia Cambess.
- Myrtus ovalis Spreng.
- Myrtus oxycoccoides Benth.
- Myrtus paitensis Schltr.
- Myrtus pallens Vahl
- Myrtus parviflora (Lam.) Spreng.
- Myrtus parvifolius O. Berg
- Myrtus patrisii Spreng.
- Myrtus pauciflora Cambess.
- Myrtus paulotchensis Guillaumin
- Myrtus pavonii Poepp. ex O. Berg
- Myrtus pedunculata Hook. f.
- Myrtus pendula Blume
- Myrtus petri-ludovici (Sennen & Teodoro) Sennen & Teodoro
- Myrtus philippiana O. Berg
- Myrtus phillyraeoides (O. Berg) Willd. ex O. Berg
- Myrtus phillyreifolia (Baker) Kuntze
- Myrtus phylicoides Benth.
- Myrtus phyllireaefolia (A. Rich.) Kuntze
- Myrtus pilosus O. Berg
- Myrtus pimenta L.
- Myrtus pimentoides (DC.) T. Nees
- Myrtus piperita Sessé & Moc.
- Myrtus pitanga (O. Berg) Kuntze
- Myrtus platyphyllus Burret
- Myrtus poggei (Engl.) Kuntze
- Myrtus poimbailensis Guillaumin
- Myrtus poiretii Spreng.
- Myrtus polyantha Kunth
- Myrtus pomifera Aubl.
- Myrtus procera Sw.
- Myrtus prolixa Baker f.
- Myrtus prostrata Gibbs
- Myrtus pseudocaryophyllus Gomes
- Myrtus pseudopsidium Spreng.
- Myrtus psidioides Desv. ex Ham.
- Myrtus psychotrioides Colla
- Myrtus pubescens Kunth
- Myrtus pubiflora C.T. White
- Myrtus pulchella Regel
- Myrtus pulchrifolius Guillaumin
- Myrtus punctata Spreng.
- Myrtus punicifolia Kunth
- Myrtus pyrifolia J. St.-Hil.
- Myrtus pyriformis (Cambess.) Parodi
- Myrtus quadrangularis Buch.-Ham. ex Duthie
- Myrtus quadriflora Vell.
- Myrtus quadripartita Royen ex Blume
- Myrtus quadrisperma Vell.
- Myrtus racemosa Sessé & Moc.
- Myrtus racemulosa Benth.
- Myrtus ralphii Hook. f.
- Myrtus ramiflora Vahl
- Myrtus ramiflorus Vahl
- Myrtus randiana Merr. & L.M. Perry
- Myrtus raran Colla
- Myrtus reinhardtiana Kiaersk.
- Myrtus reinwardtiana Blume
- Myrtus reloncavi Barnéoud ex F. Phil.
- Myrtus repens Phil.
- Myrtus resupinata Vell.
- Myrtus reticulata Kuntze
- Myrtus revoluta Schauer
- Myrtus revolutus Schauer
- Myrtus rhopaloides Kunth
- Myrtus rhytisperma F. Muell.
- Myrtus rigida (Sw.) J.F. Gmel.
- Myrtus rigidifolia (A. Rich.) Kuntze
- Myrtus rodesi Sennen & Teodoro
- Myrtus romana (L.) Hoffmanns.
- Myrtus romanifolia J. St.-Hil.
- Myrtus roraimensis N.E. Br.
- Myrtus rosmarinifolia Pers.
- Myrtus rufa Colla
- Myrtus rufescens (DC.) Spreng.
- Myrtus rufopunctata Pancher ex Brongn. & Gris
- Myrtus rufopunctatus Pancher ex Brongn. & Gris
- Myrtus ruscifolia Willd.
- Myrtus sagraea Griseb.
- Myrtus salicifolia Kunth
- Myrtus saligna Burm. f.
- Myrtus salomonensis A.J. Scott
- Myrtus salutaris Kunth
- Myrtus samarangensis Blume
- Myrtus sarandi Larrañaga
- Myrtus scabra Arruda
- Myrtus selkirkii (Hook. & Arn.) Hemsl.
- Myrtus selloi Spreng.
- Myrtus sellowiana O. Berg
- Myrtus sericea Cambess.
- Myrtus sericocalyx C.T. White
- Myrtus serratifolia Griseb.
- Myrtus sessiliflora Spreng.
- Myrtus sessilis Korth. ex Miq.
- Myrtus shepherdii F. Muell.
- Myrtus silvestris Vell.
- Myrtus sinemariensis (Aubl.) Spreng.
- Myrtus sintenisii Kiaersk.
- Myrtus smithii (Poir.) Spreng.
- Myrtus sonneratii Spreng.
- Myrtus soyauxii (Engl.) Kuntze
- Myrtus sparsifolia O. Berg
- Myrtus spectabilis Blume
- Myrtus spiciflora Spreng.
- Myrtus splendens Sw.
- Myrtus stahlii Kiaersk.
- Myrtus stenophylla Oliv.
- Myrtus stictophylla Kiaersk.
- Myrtus stipularis Hook. & Arn.
- Myrtus stoupyi Spreng.
- Myrtus striatula (DC.) Kuntze
- Myrtus stricta Arechav.
- Myrtus strictophylla Kiaersk.
- Myrtus styphelioides Schltr.
- Myrtus suaveolens Parodi
- Myrtus subglomerata Kuntze
- Myrtus subrubens Blanco
- Myrtus suffruticosa O. Berg
- Myrtus sunshinensis Guillaumin
- Myrtus supraaxillaris Guillaumin
- Myrtus sylvatica G. Mey.
- Myrtus tabasco Willd. ex Schltdl. & Cham.
- Myrtus tarentina (L.) Mill.
- Myrtus taxifolia Ridl.
- Myrtus tenuifolia Sm.
- Myrtus theodori Sennen
- Myrtus thymifolia (Planch. ex Guillaumin) Guillaumin
- Myrtus thyrsodea Kuntze
- Myrtus tiburona (Urb. & Ekman) Borhidi
- Myrtus tijucana Glaz.
- Myrtus timorensis Zipp. ex Span.
- Myrtus tinifolia (Lam.) Spreng.
- Myrtus togoensis (Engl.) Kuntze
- Myrtus tomentosa Aiton
- Myrtus tozerii F. Muell.
- Myrtus trifida Sessé & Moc.
- Myrtus triflora Jacq.
- Myrtus trinervia Lour.
- Myrtus trineura F. Muell.
- Myrtus tripinnata Blanco
- Myrtus tripliphylla Urb.
- Myrtus trunciflora Schltdl. & Cham.
- Myrtus tuberculata Kunth
- Myrtus turbinata Schltr.
- Myrtus tussacii (Urb. & Ekman) Burret
- Myrtus tweediei Cockerell
- Myrtus ugni Molina
- Myrtus uliginosa Miq.
- Myrtus umbellata Desv. ex Ham.
- Myrtus umbellulifera Kunth
- Myrtus umbilicata Cambess.
- Myrtus umbraticola Kunth
- Myrtus undulata (Aubl.) Spreng.
- Myrtus vaccinioides Kunth
- Myrtus valdiviana Phil.
- Myrtus variegata Blume
- Myrtus velutina (O. Berg) Kiaersk.
- Myrtus veneris Bubani
- Myrtus venosa (Lam.) Spreng.
- Myrtus verrucosa O. Berg
- Myrtus versteeghii Merr. & L.M. Perry
- Myrtus verticillata Velloso
- Myrtus vestita Spreng.
- Myrtus vidalii (Sennen & Teodoro) Sennen & Teodoro
- Myrtus vieillardii Brongn. & Gris
- Myrtus violacea (Lam.) Spreng.
- Myrtus virgultosa Sw.
- Myrtus viridis Vell.
- Myrtus virletii E. Fourn.
- Myrtus virotii Guillaumin
- Myrtus vitiensis (A. Gray) F. Muell.
- Myrtus vitis-idaea (Raoul) Druce
- Myrtus vulcani Korth.
- Myrtus warmingiana Kiaersk.
- Myrtus widgreni (O. Berg) Kiaersk.
- Myrtus willdenovii Spreng.
- Myrtus willdenowii Spreng.
- Myrtus xalapensis Kunth
- Myrtus xylopioides Kunth
- Myrtus yapacani Kuntze
- Myrtus zenkeri (Engl.) Kuntze
- Myrtus zeyheri Harv.
- Myrtus zeylanica L.
- Myrtus zuzygium L.
- Myrtus × bullobcordata Cockayne & Allan
- Myrtus × miraflorensis Borhidi & O. Muñiz
- Myrtus × ralphii Hook. f.